# Zacharzowice
Zacharzowice (německy Sacharsowitz nebo Zacharsowitz) jsou starostenská vesnice v gmině Wielowieś, okres Gliwice, Slezské vojvodství v Polsku. V letech 1975–1998 obec byla pod administrativou Katovického vojvodství.

## Název
Název se odvozuje od zakladatele vesnice Zachariáše (polsky: Zachariasz). Německý lingvista Heinrich Adamy ve svém díle o místních názvech ve Slezsku, které vyšlo v roce 1888 ve Vratislavi, jako nejstarší název uvádí Sacharsowice s vysvětlením významu Dorf des Zacharias to je v polsky Wieś Zacharisza (česky: Vesnice Zachariáše). Abecední seznam obcí na území Slezska vydaném v roce 1830 ve Vratislavi Johannem Kniem je vesnice nazývána polsky Zacharzowice a zároveň německy Zacharzowitz. V roce 1936 byla vesnice v rámci germanizace přejmenována na Maiwald.

## Historie
První zmínky o Zacharzowicích jsou z roku 1305, o kostele z roku 1447. V letech 1568–1573 byl majitelem Jan Myszkowski. V letech 1573–1584 byly ve vlastnictví Jana Kralického, v dalších obdobích se často střídali další majitelé. Od roku 1676 vlastnila vesnici protestantská rodina von Löwen a od roku 1717 byl majitelem Karol Bogusław von Schweinoch. V letech 1734–1751 vlastnil vesnici Karol Franciszek von Wrochem. 

## Informace
K vesnici náležejí ještě části:
- Gogol
- Kolonia
- Pustkowie

V roce 2011 ve vesnici žilo 270 obyvatel (z toho 130 mužů a 140 žen).

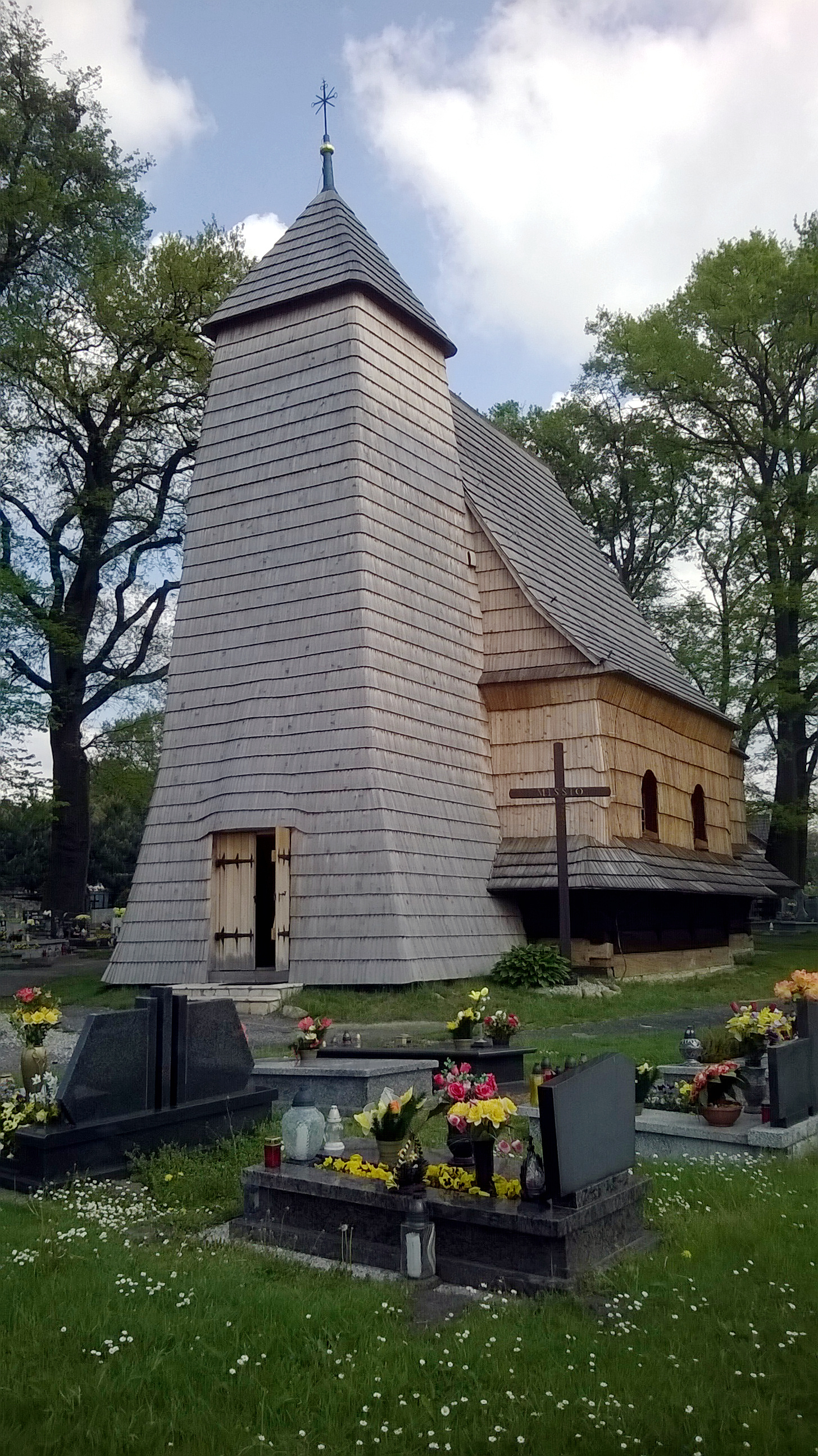
Kostel sv. Vavřince v roce 2014

## Památky
- Kostel svatého Vavřince – dřevěný kostel, který pochází z 16. století.[8]

## Transport
Vesnicí prochází vojvodská silnice č. 901 (Olesno, Opolské vojvodství–Gliwice, Slezské vojvodství).

## Turistika
Vesnicí prochází turistická trasa:
- Okružní stezka kolem Gliwic
- Zacharzowická stezka
- Stezka dřevěné architektury ve Slezsku